# كلار كيم
كلير كيم (بالفرنسية: Claire Keim)‏ هي ممثلة ومغنية فرنسية. ولدت في 8 يوليو1975 في سينليس بفرنسا.

## روابط خارجية
- كلار كيم على موقع IMDb (الإنجليزية)
- كلار كيم على موقع ألو سيني (الفرنسية)
- كلار كيم على موقع ميوزك برينز (الإنجليزية)
- كلار كيم على موقع أول موفي (الإنجليزية)
- كلار كيم على موقع أول ميوزيك (الإنجليزية)
- كلار كيم على موقع ديسكوغز (الإنجليزية)
- كلار كيم على موقع قاعدة بيانات الفيلم (الإنجليزية)
- كلار كيم على موقع كينوبويسك (الروسية)